# Vondrozo (stad)
Vondrozo is een stad in Madagaskar, gelegen in de regio Atsimo-Atsinanana. De stad telt 21.728 inwoners (2005).

## Geschiedenis
Tot 1 oktober 2009 lag Vondrozo in de provincie Fianarantsoa. Deze werd echter opgeheven en vervangen door de regio Atsimo-Atsinanana. Tijdens deze wijziging werden alle autonome provincies opgeheven en vervangen door de in totaal 22 regio's van Madagaskar.

## Infrastructuur
Naast het basisonderwijs biedt de stad zowel middelbaar als hoger onderwijs aan. Tevens beschikt de stad over haar eigen ziekenhuis.

## Economie
Landbouw biedt werkgelegenheid aan 97% van de beroepsbevolking. De belangrijkste gewassen in Vondrozoa zijn koffie en peper, terwijl andere belangrijke producten rijst en cassave betreffen. In de dienstensector werkt 3% van de bevolking.
- Library of Congress Control Number: n2001109178
- Nationale Bibliotheek van Israël: 987007491853505171
- Virtual International Authority File: 131540287